# 青い体験
『青い体験』（Malizia）は、1973年のイタリア映画。

## 概要
1970年代から1980年代にかけてイタリアで爆発的に流行したお色気コメディジャンルで、いわゆる「筆おろし（少年の初体験）もの」と呼ばれるものの代表的作品である。類似作品として青い経験シリーズがある。撮影は、のちに『地獄の黙示録』、『レッズ』、『ラストエンペラー』でアカデミー撮影賞を3度受賞したヴィットリオ・ストラーロ。
日本ではこのジャンルの作品はほとんど劇場未公開だったが、青い体験は公開された数少ない作品のひとつ。1980年代には木曜洋画劇場で頻繁に放映された。

## ストーリー
呉服商を営むイグナツィオ（イニャツィオ）とその一家は妻と3人の男の子たちの5人暮しだが、ある夜妻が急死してしまう。イグナツィオたちは妻の葬儀に訪れた親戚縁者たちへの応対に忙しく、漸くのことで埋葬を終えて帰宅すると、家の中から見ず知らずの女性・アンジェラが出迎える。聞くとアンジェラは妻が生前申し込んでいた家政婦で、今日斡旋所から派遣されて来たとのことで、彼女はその日から一家を励まそうと精力的に尽くす。
やがて、懸命に日々の家事をこなすアンジェラの姿に感心したイグナツィオは彼女に妻になってもらおうと結婚を申し込むが、一家の次男・ニーノもまた彼女に特別な感情を抱いていた。ニーノはイグナツィオの再婚話をあの手この手で妨害するが、アンジェラから「ニーノが自身を嫌っている」と誤解されてしまう。ニーノはアンジェラに好意を打ち明けて誤解を解くが、彼女を好きなあまりその後挑発的な態度を取り始める。ある日父と兄弟が外出しアンジェラと2人だけで夜を過ごすことになったニーノは、彼女への思いが抑えられなくなる。

## 登場人物
アンジェラ
30代前半ぐらいの女性。亡くなる数日前のイグナツィオの妻の依頼を受けてやって来たメイド。家事全般が得意で働き者。恋人はいない。気がつく思いやりのある性格。イグナツィオ、ニーノ、アントニオの3人から好意を抱かれ、それぞれから積極的なアプローチをされて手を焼く。
ニーノ
ティーンエイジャーの少年。思春期で女性に色々と興味を持っている。アントニオからはガキ扱いされており、日常的にからかい合ったり小競り合いをしている。いたずら好きな性格。アンジェラに好意を寄せるが他の女性のちょっとしたセクシーな場面に遭遇するとそちらも気になっている。
イグナツィオ
ニーノたち3兄弟の父。呉服商を営む。冒頭で男やもめとなる。息子たちには口やかましくしているが、女好きでアンジェラにはデレデレしている。アンジェラに興味を持つが、変な気を起こすたびにマルガリータの写真に謝ったり「大目に見てくれ」などと言っている。
アントニオ
イグナツィオの長男。日本で言う高校生ぐらいの男の子。女好きで皮肉屋な性格。イグナツィオやニーノから「おつむが弱い」などと言われている。女性と体の関係がないニーノをバカにしている。アンジェラにちょっかいを出そうとする。
エンツィーノ
日本で言う幼稚園児ぐらいの男の子。「死」というものの意味がまだよく分からず、母の葬儀で人が集まる中遊ぶことに夢中。まだ幼いため場の空気が読めず思ったことをそのまま口に出している。おばあちゃんが苦手。ちなみにおねしょしないために、毎晩寝ている最中にアンジェラに抱えられて夜のおしっこを手伝ってもらっている。
コラッロ
イグナツィオの店の客で熟年女性。夫は既に他界している。普段から艶めかしい色気が漂っており、陰でイグナツィオから『シシリア一のお尻』と評されている。イグナツィオと親しくしており、彼の妻の葬儀にも参列する。
ドン・チリッロ
神父。イグナツィオの昔からの友人。冒頭のイグナツィオの妻の葬儀で参列者と共に祈りを捧げる。イグナツィオからアンジェラとの再婚話を相談され、彼に協力する。
イグナツィオの母
イグナツィオの実家で家政婦のアデルと2人で暮らしている。気難しい性格で手厳しい言動をすることから、普段は強気なイグナツィオも彼女の前だと小さくなる。チリッロからは陰で「モーレツ婆さん」と評されている。アンジェラをあくまでもメイド(家政婦というより召使い)として扱い、そっけない態度であれこれと命令する。
デブ公（あだ名）
ニーノの友達。ぽっちゃり体型で赤毛の髪色が特徴。ニーノから若いメイドと暮らし始めたことを聞いて興味を持つ。当時のイタリアの法律で違法かは不明だが、タバコや酒が好き。
ルチアナ
デブ公の姉。20代前半ぐらいの女性。セクシーな格好をしており、異性をからかうのが好き。趣味はダンス。

## スタッフ
- 監督：サルヴァトーレ・サンペリ
- 製作：シルヴィオ・クレメンテッリ
- 脚本：オッタヴィオ・ジェンマ / サルヴァトーレ・サンペリ / アレッサンドロ・パレンゾ
- 撮影：ヴィットリオ・ストラーロ
- 音楽：フレッド・ボングスト（英語版）

## キャスト
| 役名           | 俳優                   | 日本語吹替 |
| 役名           | 俳優                   | フジテレビ版 |
| -------------- | ---------------------- | --- |
| アンジェラ     | ラウラ・アントネッリ   | 池田昌子 |
| ニーノ         | アレッサンドロ・モモ   | 鹿沼政仁 |
| イグナツィオ   | テューリ・フェッロ     | 富田耕生 |
| アントニオ     | ジャンルイギ・チリッジ | 曽我部和恭 |
| ドン・チリッロ | ピノ・カルーソ         | 中村正 |
| コラッロ       | アルジェラ・ルース     | 翠準子 |
| ルチアナ       | ティナ・オーモン       | 弥永和子 |
| 不明 その他    |                        | 松田辰也 清水秀生 瀬能礼子 吉水慶 あずさ欣平 佐奈田恒夫 作間功 池水通洋 有馬瑞香 屋良有作 広瀬正志 末次久恵 中島喜美栄 石垣恵三郎 劇団こまどり |
|                |                        | |
| 演出           | 演出                   | 小林守夫 |
| 翻訳           | 翻訳                   | 飯嶋永昭 |
| 効果           | 効果                   | 遠藤堯雄 |
| 調整           | 調整                   | 平野富夫 |
| 制作           | 制作                   | 東北新社 |
| 解説           |                        | |
| 初回放送       | 初回放送               | 1977年5月27日 『ゴールデン洋画劇場』 |

※IMAGICA TV発売のBlu-rayとDVDに日本語吹替収録。(約93分)